# Čížová
Čížová település Csehországban, Píseki járásban. Čížová Předotice, Vráž, Dobev, Drhovle, Vojníkov, Vrcovice, Cerhonice és Písek településekkel határos. Lakosainak száma 1349 fő (2024. január 1.).

## Népesség
A település lakosságának változását az alábbi diagram mutatja:
| Lakosok száma | 1485 | 1622 | 1481 | 1110 | 935  | 820  | 1231 | 1234 | 1284 | 1349 |
|               | 1869 | 1890 | 1921 | 1950 | 1980 | 2001 | 2017 | 2019 | 2022 | 2024 |